# استحکام‌بخشی با محلول جامد
استحکام بخشی با محلول جامد(انگلیسی: Solid solution strengthening) نوعی آلیاژ کردن است که با استفاده از آن می‌توان استحکام فلز خالص را افزایش داد. این تکنیک به وسیلهٔ اضافه کردن اتم‌های یک عنصر (عنصر آلیاژی) به ساختار کریستالی عنصری دیگر (فلز زمینه) و تشکیل دادن محلول جامد، استحکام را افزایش می‌دهد. ناهماهنگی موضعی ایجاد شده در ساختار کریستالی به دلیل وجود عنصر آلیاژی، تغییر شکل پلاستیک را به وسیلهٔ جلوگیری از حرکت احتمالی نابه‌جایی‌ها (dislocations) دشوارتر می‌کند. هم چنین اضافه کردن آلیاژ فراتر از حد حلالیت می‌تواند باعث شکل‌گیری فاز ثانویه شده که در این صورت استحکام بخشی از روش‌های دیگری صورت می‌گیرد (به‌طور مثال ایجاد رسوب (Precipitation hardening) در مخلوط‌های بین فلزی).

## گونه‌ها
بسته به اندازهٔ عنصر آلیاژی محلول جامد جانشینی یا محلول جامد بین نشینی می‌تواند تشکیل شود. در هر دو صورت ساختار کریستالی کلی تغییر چندانی نمی‌کند.
استحکام بخشی از طریق محلول جامد جانشینی هنگامی که اتم جامد به اندازه‌ای که بتواند اتم‌های حلال را در ساختار کریستالی جایگزین کند، اتفاق می‌افتد. برخی عناصر آلیاژی تنها در مقادیر کم حلالیت دارند، در حالی که برخی جفت‌های حلال و محلول جامدی در تمام دامنهٔ ساختار تشکیل می‌دهند. به‌طور کلی حلالیت بیشتر هنگامی اتفاق می‌افتد که اتم‌های محلول و حلال در شعاع اتمی نزدیک باشند (طبق قانون هیوم - روتری %۱۵) و در حالت خالص ساختار کریستالی مشابهی داشته باشند. مثال‌هایی از ساختارهای دوگانه کامل مس-نیکل (Cu-Ni) و نقره-طلا (Au-Ag) در حالت FCC و Mo-W در حالت BCC.
استحکام بخشی از طریق محلول جامد بین نشینی هنگامی که اتم جامد به اندازه‌ای کوچک باشد که بتواند در فواصل خالی بین اتم‌های محلول در ساختار کریستالی جا شود. اتم‌ها در فضاهای خالی وارد شده و باعث کشیده شدن پیوندهای بین اتم‌های محلول و تغییر شکل شود. عناصری که معمولاً محلول جامد بین نشینی تشکیل می‌دهند شامل H,Li,Na,N,C,O می‌شود. کربن در آهن (فولاد) مثالی دیگر از محلول جامد بین نشینی است.

## سازوکار
استحکام ماده بستگی به میزان سختی شروع حرکت نابه‌جایی‌ها در ساختار کریستالی دارد. این نابه‌جایی‌ها، باعث به وجود آمدن محیط‌های تنش درون ماده می‌شوند. هنگامی که اتم‌های محلول و حلال ساختار تشکیل می‌دهند، محیط‌های تنش موضعی به گونه‌ای که با این نابه‌جایی‌ها برخورد داشته و حرکت آن‌ها را مختل کنند، ایجاد می‌شوند. به این ترتیب تنش تسلیم (Yield Strength) افزایش پیدا کرده که نشان دهنده افزایش استحکام ماده است. این افزایش استحکام ناشی از تغییر شکل ساختار کریستالی و تأثیر مدولی می‌باشد.
هنگامی که اتم‌های محلول و حلال از نظر انداره متفاوت باشند محیط‌های تنش موضعی تشکیل شده که می‌توانند نابه‌جایی‌ها را در اطراف خود جذب یا دفع کنند. این اتفاق به نام تأثیر اندازه (size effect) شناخته می‌شوند. با کاهش کرنش کششی یا تنشی درون ساختار، عدم یکسان بودن اندازه محلول جامد می‌توانند سطح انرژی نا به جایی‌ها را کاهش دهند.
در محلول‌های جامد جانشینی این محیط‌های تنش موضعی به صورت کروی متفارن اند، در نتیجه جز تنش برشی ندارند. در نتیجه اتم‌های محلول جامد جانشینی با محیط‌های تنش برشی نابه‌جایی‌های پیچشی (screw dislocation) برهم کنشی ندارند. برخلاف این حالت در محلول‌های جامد بین نشینی اتم‌های محلول می‌توانند اختلالات پنج ضلعی (tetragonal distortion) ایجاد کرده و در نتیجه تنش برشی که می‌تواند هم با نابه‌جایی‌های برشی، هم پیچشی و هم مخلوط برهم کنش داشته باشند، تولید کنند. جذب یا دفع کردن مراکز نابه‌جایی نسبت به ذرات محلول، تنشی که برای حرکت دادن جا به جایی‌ها در جهت‌های دیگر نیاز است را افزایش می‌دهد. افزایش تنش مورد نیاز برای حرکت دادن نابه‌جایی‌ها، تنش تسلیم را نیز افزایش می‌دهد.
چگالی انرژی نابه‌جایی به بردار برگرز (burgers vector) و مدول اتم‌های موضع بستگی دارد. هنگامی که مدول اتم‌های محلول با اتم‌های زمینه متفاوت باشند انرژی موضعی اطراف نابه‌جایی تغییر می‌کند و باعث افزایش مقدار نیروی مورد نیاز برای عبور از مانع می‌شود. این به نام اثر مدولی (modulus effect) شناخته می‌شود.
کاربوریزه کردن سطحی (surface carburiing) یا قالب سختی (case hardening) مثالی از افزایش استحکام از طریق محلول جامد بوده که در آن چگالی اتم‌های کربن محلول در نزدیکی سطح فولاد زیاد شده و تغییر در نرخ اتم‌های کربن آلیاژ را در درون آن نتیجه می‌دهد. این باعث ایجاد خواص مکانیکی بالاتری در درون سطح فولاد می‌شود.

## عوامل تأثیر گذار
1. تراکم اتم‌های محلول جامد
2. مدول برشی اتم‌های محلول جامد
3. اندازهٔ محلول جامد
4. تعداد الکترون‌های لایهٔ آخر محلول جامد

به هر حال نباید مقدار جامد رسوب داده شده به اندازه‌ای شود که تشکیل فاز ثانویه بدهد. این اتفاق در صورتی می‌افتد که تراکم جامد از بحرانی مشخصی فراتر رود؛ بنابراین این تراکم بحرانی حدی برای میزان استحکام بخشی ممکن از طریق محلول جامد ایجاد می‌کند.
در لیست عوامل تأثیر، نکتهٔ شایان توجه عدم حضور دما به عنوان عامل تأثیرگذار در استحکام بخشی است. به این می‌توان به این موضوع پی برد که محلول جامد از روش‌های استحکام  بخشی مؤثر در دماهای بالا می‌باشد.